# Battaglia di Callinicum
La battaglia di Callinicum fu combattuta nel 531, nel corso della Guerra iberica, tra l'impero romano d'Oriente e i Persiani Sasanidi.

## Antefatto
In seguito all'esito sfavorevole della battaglia di Dara, il capo dei Lakhmidi Alamundaro (al-Mundhir) consigliò il re persiano Kavad I di non invadere ulteriormente la Mesopotamia, guarnita sia da valide fortificazioni che ben difesa da presidi, bensì la Siria, carente di fortificazioni e ricca di città fiorenti come la stessa Antiochia, una delle città più prospere dell'Impero. Alamundaro asserì che, se avessero invaso la Siria invece della Mesopotamia, avrebbero preso alla sprovvista il nemico, che si aspettava un'invasione della Mesopotamia, e avrebbero potuto espugnare e depredare Antiochia con tale rapidità, che sarebbero tornati in Persia con il bottino prima ancora che giungesse notizia dell'attacco alle truppe romane a presidio della Mesopotamia. Kavad, ben conoscendo il valore in campo bellico del saraceno Alamundaro, il quale da anni saccheggiava tutte le terre imperiali dai confini dell'Egitto fino alla Mesopotamia, senza che né l'esercito romano né gli alleati Ghassanidi condotti dal loro capo Areta (al-Ḥārith) riuscissero a contrastare in modo efficace le sue scorrerie, decise di accettarne il consiglio. Nella primavera del 531 un esercito di 15 000 cavalieri persiani condotto da Azarete e rafforzato dagli alleati Lakhmidi condotti dal loro capo Alamundaro, invase il territorio romano, non valicando però, come nelle precedenti scorrerie, la Mesopotamia, bensì la Commagene.
Alla comparsa di tale nemico nella Commagene, Belisario, indeciso in un primo momento, decise di andare incontro al nemico, e, una volta presidiati i forti, in modo che le città della Mesopotamia non rimanessero senza difese nel caso Kavad avesse deciso di invaderla con un altro esercito, partì alla testa di 20 000 uomini, tra cui spiccavano 2 000 Isauri e i Ghassanidi di Areta. L'esercito di Belisario si accampò nei pressi di Calcide, a circa novanta stadi dal nemico; sennonché Azarete e Alamundaro, accampati nei pressi di Gabala, alla notizia dell'avvicinarsi dell'esercito di Belisario, decisero di rinunciare all'invasione e volgere in ritirata verso il territorio persiano. L'esercito romano li inseguiva, facendo però attenzione a non raggiungerli, in quanto Belisario riteneva una sufficiente vittoria la ritirata dell'esercito nemico in Persia, e non intendeva rischiare una battaglia in campo aperto. Dopo molti giorni di cammino, i Persiani erano ormai giunti nei pressi di Callinicum, città nei pressi dell'Eufrate, prossimi ad attraversare il fiume per ritornare in territorio persiano; ma Belisario, che si trovava in quel momento nella città di Sūra, si trovò di fronte all'insubordinazione delle truppe, che intendevano imprudentemente rischiare una battaglia in campo aperto contro un nemico che si stava già ritirando. Era il giorno prima della Pasqua, e Belisario, convinto che non affrontare in battaglia un esercito che si stava già ritirando fosse la decisione migliore, e, vedendo i suoi uomini desiderosi di affrontare in battaglia il nemico, cercò di distoglierli da tale proposito: 
(Procopio, La Guerra Persiana, I, 18)
Non riuscì però nel suo intento e, perso il controllo delle proprie truppe, il generale fu costretto ad acconsentire alle loro richieste di scontrarsi in battaglia. Procopio narra che Belisario, vedendo la reazione dei suoi, li incitò allora alla battaglia, dicendo loro che finora si era comportato in modo prudente perché ignorava del loro entusiasmo di combattere.

## Battaglia
Ecco come, secondo Procopio, si disposero i Romani:
(Procopio, La Guerra Persiana, I, 18)
Azarete, il comandante dell'esercito persiano, vedendo i Romani così schierati, si rivolse al suo esercito con queste parole:
(Procopio, La Guerra Persiana, I, 18)
Azarete «dispose la falange di fronte ai suoi avversari, assegnando ai Persiani l'ala destra e ai Saraceni la sinistra» e la battaglia iniziò.
I due schieramenti incominciarono a scagliarsi frecce a vicenda. In questa fase della battaglia i Persiani subirono maggiori perdite dei Romani, in quanto, pur essendo gli arcieri sasanidi più abili e veloci nell'usare l'arco rispetto ai Romani, gli archi sasanidi conferivano minore forza alle frecce scagliate e per questo motivo facevano meno danni.
Nonostante ciò, quando i due terzi del giorno erano già trascorsi, la battaglia era ancora pari. A quel punto della battaglia i migliori uomini dell'esercito sasanide attaccarono l'ala destra dell'esercito romano (composta da Areta - ossia al-Ḥārit - e dai Saraceni), che rifiutò il combattimento e di fronte al nemico batté in ritirata. L'esercito sasanide poté in questo modo attraversare la linea del nemico e giungere alle spalle della cavalleria romana; i Romani, già esausti per la lunga marcia e ora attaccati su due lati, non opposero più resistenza e gran parte di essi scappò, rifugiandosi sulle isole vicine; una buona parte dell'esercito tuttavia continuò a combattere valorosamente contro il nemico. Tra questi, si distinse Ascan, che cadde dopo aver ucciso molti persiani; con lui morirono all'incirca 800 uomini tra Isauri e Licaoni. Belisario, nonostante l'inferiorità numerica, continuò a combattere; quando però vide cadere alcuni degli uomini di Ascan, decise di fuggire e di raggiungere la falange di fanteria, anch'essa praticamente dimezzata; lì scese dal suo cavallo e ordinò ai suoi uomini di fare lo stesso, per combattere a piedi insieme alla fanteria i nemici che, dopo aver tentato di inseguire i fuggitivi, stavano tornando all'attacco.
Pur in inferiorità numerica, non si fecero costringere dal nemico alla rotta: infatti, ammassandosi in uno spazio ristretto, crearono con i loro scudi una barricata rigida, che fu in grado di resistere agli assalti nemici. I cavalli nemici infatti, infastiditi dal contatto con gli scudi romani, si impennavano e creavano confusione fra sé stessi e i loro cavalieri. Giunta la notte, i Sasanidi si ritirarono nel loro accampamento mentre Belisario raggiunse su un battello l'isola nel fiume. I Persiani il giorno dopo ritornarono in patria mentre i Romani raggiunsero Callinicum con dei battelli inviati dagli abitanti di quella città.

## Conseguenze
I comandanti di entrambi gli eserciti furono puniti per l'esito della battaglia: Belisario fu destituito dal comando dell'esercito, mentre Azarete fu anch'egli destituito e privato di ogni onore dal re persiano, in quanto la sua vittoria di Pirro non gli aveva consentito di conquistare nessuna città, e pertanto la sua invasione era da ritenersi un sostanziale fallimento.
Le cagioni della sconfitta subita dall'esercito bizantino stanno soprattutto dal fatto che, a differenza di Dara, Belisario non ebbe la possibilità e il tempo di studiare attentamente il campo di battaglia o di prendere misure tali da aumentare le possibilità di vittoria, per esempio riducendo la mobilità della cavalleria persiana (come aveva fatto con il fossato che aveva fatto scavare a Dara); inoltre, mentre a Dara, Belisario, essendo su una collina, era in una posizione tale da fargli avere una visione complessiva del campo di battaglia e dell'andamento dello scontro e da permettergli di dare ordini opportuni e tempestivi ai suoi soldati, a Callinicum non ebbe tale possibilità; Belisario, in ogni modo, combatté ancora una volta una battaglia principalmente difensiva.
Le fonti divergono sulle responsabilità di Belisario: Procopio afferma che Belisario sarebbe rimasto sul campo di battaglia fino alla fine dello scontro, mentre Giovanni Malala lo accusa di essere fuggito vilmente dal campo di battaglia abbandonando la fanteria. Non è da escludere che Procopio possa aver mentito su questo punto, per ridurre le responsabilità di Belisario, anche perché lo stesso storico di Cesarea omette opportunamente l'inchiesta condotta da Costanziolo. L'inchiesta indagò sulle responsabilità di Belisario sulle sconfitte a Tanurin e a Callinicum e il generale si difese attribuendo la sconfitta di Callinicum all'insistenza dei soldati a combattere una battaglia non necessaria, versione confermata da Ermogene che intervenne in sua difesa; alla fine Belisario fu prosciolto dalle accuse, ma fu comunque rimosso dal comando dell'esercito d'Oriente e richiamato a Costantinopoli. La sconfitta subita, in ogni modo, non compromise la guerra per i Bizantini e nel 532 Giustiniano firmò la cosiddetta «pace eterna» con i Persiani, che pose fine alla guerra iberica.